# Pic Lenin
El pic Lenin o pic Ibn Sina (oficialment en kirguís Ленин Чокусу, Lenin Chokusu i en russ Пик Ленина, pik Lenina; oficialment en tadjik қуллаи Абӯалӣ ибни Сино, Qullai Abuali ibni Sino) és una elevació muntanyosa localitzada a les Muntanyes del Pamir, concretament a la serralada de Zaalajsk, a la frontera entre el Tadjikistan i el Kirguizstan, a la província de Gorno-Badakhxan. Pertany a la serralada Trans-Alay i el seu cim assoleix els 7.165 m d'altitud sobre el nivell del mar, el que el converteix en la segona muntanya més elevada del Tadjikistan, després del pic Ismail Samani, i la tercera de l'antiga Unió Soviètica. És considerat com un dels pics de 7.000 metres més senzill d'escalar del món, i té, i de llarg, el nombre d'ascensos més alt dels pics de 7.000 o més metres, amb centenars d'escaladors cada any intentant arribar al seu cim.
La primera ascensió del cim va ser duta a terme per un grup d'alpinistes soviètics l'any 1934. El 8 de setembre d'aquell any, a les 16:20 Kasian Chernuha, Vitaly Abalakov i Ivan Lukin, tres membres de l'expedició de l'antiga Unió Soviètica, van assolir el cim de 7.134 metres. L'atac al cim va durar 4 dies, amb tres camps que es trobaven als 5.700 n, 6.500 m i els 7.000 m). L'expedició va començar a escalar des del canyó d'Achik-Tash, a la vall d'Alai.

## Noms
La muntanya va ser descoberta el 1871, per l'explorador rus Fedchenko, qui el va denominar Muntanya Kaufman en honor del llavors governador de Turquestan, Konstantin von Kaufman. La primera ascensió va tenir lloc el 1928, i va ser portada a terme per una expedició internacional de muntanyencs russos, alemanys i austríacs.
En aquest moment va canviar el seu nom pel de Lenin en honor de Vladimir Ilitx Uliànov, fundador del Partit Bolxevic.
El pic va ser reanomenat el juliol de 2006, pel govern tadjik, com a pic Abuali ibni Sino (en tadjik Абӯалӣ ибни Сино), en honor del filòsof medieval Avicenna.